# Балтазар (вождь гуннов)
Балтазар (Бальтазар, Valiusa-russ, 315 — 390) — вождь гуннов в 378—390 гг., сын предводителя гуннов Баламира, князь (каган) белых гуннов.

## Биография
Королевство остготов достигло наибольшего могущества именно при правлении остготского короля Германариха (350—375 гг.) во второй половине IV века. Готский историк Йордан, прославляя его успехи, писал о покорении им почти всех племен Восточной Европы, в том числе и славян-венедов. Роксоланы в IV веке должны были платить дань Германариху и приняли участие в восстании против готов под предводительством своего великого князя Баламира. По свидетельствам Йордана, роксоланы совершили покушение на Германариха, так что он не мог лично участвовать в войне с гуннами и вскоре умер.
Славяно-сарматские племена, входившие в Антский союз, находились в сложных отношениях противостояния с готами. В III—IV веках н. э. в Северном Причерноморье они сформировали мощный военный союз (гунны), с военной мощью которого впервые столкнулось Остготское королевство в 370 году.
Покорив аланов и приобщив к себе антов, гунны в 375 году напали на готов и завоевали их столицу Данпарстад, находившийся на месте современного Киева. Вместо разрушенных укреплений, согласно В. М. Татищеву, была основана новая крепость Кивы. Около 375 года готы были полностью разгромлены гуннами и антами, после чего часть остготов влилась в гуннские войска и пошла с ними на запад, часть перешла Дунай и присоединилась к вестготам, а небольшая часть осталась в Крыму, где они просуществовали до конца I тыс. н. э. Впоследствии вестготы под натиском тех же гуннов были вынуждены переселиться в Римскую империю. Тогда готы впервые сообщили о гуннах римлянам, грекам и другим народам Европы.
В 378 году гунны пошли на остготов под предводительством короля Витимира. Тогда отец Балтазара женился на дочери побежденного короля готов, которые позже восстали и убили его.
В 378 году принц Балтазар становится Князем (царем) гуннов. За два десятилетия Империя гуннов расширилась от Кавказа до низовья Дуная.
Балтазар умер в 390 году и был похоронен на одном из холмов под названием «Kijaw-uruss» (ныне Киев).
После него королем гуннов восточной части империи (северное Причерноморье, украинская лесостепь, в том числе и Киев) стал полководец Донат, западной части империи — Улдин.